# Aeroporto di Irlanda Ovest
L'aeroporto di Irlanda Ovest (in inglese: Ireland West Airport), noto con il nome commerciale di  Ireland West Airport Knock, in gaelico irlandese Aerfort Iarthar Éireann Chnoc Mhuire (IATA: NOC, ICAO: EIKN), è un aeroporto irlandese sito a 20 km dal centro della cittadina di Knock e a 6 km a Sud-ovest di Charlestown. È il quarto aeroporto del Paese per numero di passeggeri, dopo l'aeroporto Internazionale di Dublino, l'aeroporto Internazionale di Cork e l'aeroporto Internazionale di Shannon.
La struttura è posta a un'altitudine di 202 m. s.l.m. ed è dotata di un'unica pista in asfalto con orientamento 09/27 lunga 2 340 m e larga 45 m, equipaggiata con impianto di illuminazione ad alta intensità (HIRL) e sistema di assistenza all'atterraggio PAPI. Non sono disponibili piazzole per elicotteri.
A tutti i passeggeri di età superiore ai 12 anni l'aeroporto impone una tassa di €10 che sarà utilizzata per lo sviluppo della struttura. L'informazione è presente sul sito e all'interno dell'aeroporto, ma può essere facilmente scambiata con pubblicità.

## Storia
L'aeroporto fu utilizzato per la prima volta il 25 ottobre 1985 da tre voli charter di Aer Lingus per Roma. L'inaugurazione ufficiale risale invece al 30 maggio 1986.
Il sito dell'aeroporto, su una collina e un terreno paludoso, era stato ritenuto poco idoneo, non di meno l'aeroporto fu realizzato in seguito a una lunga campagna guidata da monsignor James Horan, la cui storia ha ispirato un musical. All'epoca della costruzione, l'aeroporto era destinato soprattutto ai pellegrini del Santuario di Knock. Nonostante le controversie sul sito rtenuto nebbioso e paludoso, monsignor Horan riuscì a portare a compimento l'aeroporto nel giro di cinque anni, ricevendo un finanziamento dal governo irlandese di 9,8 milioni di sterline. Monsignor Horan morì poco dopo l'apertura dell'aeroporto e il suo funerale si tenne nello stesso aeroporto, che allora era chiamato Aeroporto Internazionale Horan. Una statua di bronzo di monsignor Horan è stata collocata nella struttura.
Nel 1988, l'aeroporto superò i 100.000 passeggeri. Aer Lingus iniziò a operare voli commerciali diretti a Birmingham nel 1995.
Nel 2006 e nel 2009 fu designato come migliore aeroporto regionale irlandese dalla Camera di commercio nazionale.

## Statistiche sui passeggeri
| Anno | Passeggeri |
| ---- | ---------- |
| 1998 | 186 689    |
| 1999 | 197 358    |
| 2000 | 173 421    |
| 2001 | 203 000    |
| 2002 | 199 000    |
| 2003 | 247 000    |
| 2004 | 373 000    |
| 2005 | 530 084    |
| 2006 | 621 171    |
| 2007 | 556 357    |
| 2008 | 629 000    |
| 2009 | 607 228    |
| 2010 | 589 180    |
| 2011 | 654 553    |
| 2012 | 677 368    |
| 2013 | 665 558    |
| 2014 | 703 318    |

|                                                                       | Aeroporto       | Passeggeri | differenza % 2012/13 |
| --------------------------------------------------------------------- | --------------- | ---------- | -------------------- |
| 1                                                                     | London Stansted | 114 672    | 12,7                 |
| 2                                                                     | London Luton    | 105 119    | 19,7                 |
| 3                                                                     | Liverpool       | 85 121     | 2,5                  |
| 4                                                                     | London Gatwick  | 67 684     | 13,0                 |
| 5                                                                     | East Midlands   | 57 021     | 4,7                  |
| 6                                                                     | Faro            | 30 499     | 1,1                  |
| 7                                                                     | Bristol         | 27 408     | 2,9                  |
| 8                                                                     | Birmingham      | 25 623     | 34,2                 |
| 9                                                                     | Manchester      | 25 380     | 2,5                  |
| 10                                                                    | Lanzarote       | 23 974     | 6,4                  |
| Fonte: Central Statistics Office (Ireland)\|Central Statistics Office |                 |            |                      |